# Slobidka-Kultschijewezka
Slobidka-Kultschijewezka (ukrainisch Слобідка-Кульчієвецька; russisch Слободка-Кульчиевецкая Slobodka-Kultschijewezkaja, polnisch Kulczyjowiecka Słoboda) ist ein Dorf in der ukrainischen Oblast Chmelnyzkyj mit etwa 900 Einwohnern (2001).
Zum Zeitpunkt seiner ersten schriftlichen Erwähnung 1789 lag das Dorf in der Woiwodschaft Podolien der Provinz Kleinpolen des Königreichs Polen-Litauen.
Slobidka-Kultschijewezka liegt am Ufer der Mukscha (Мукша), einem 54 km langen, linken Nebenfluss des Dnister.
Das Dorf befindet sich in der historischen Region Podolien im Zentrum des Rajon Kamjanez-Podilskyj 10 km östlich vom Rajonzentrum Kamjanez-Podilskyj und 100 km südlich vom Oblastzentrum Chmelnyzkyj. Durch die Ortschaft verläuft die Territorialstraße T–23–17.

## Verwaltungsgliederung
Am 14. August 2017 wurde das Dorf zum Zentrum der neugegründeten Landgemeinde Slobidka-Kultschijewezka (Слобідсько-Кульчієвецька сільська громада/Slobidsko-Kultschijewezka silska hromada). Zu dieser zählten auch die 13 in der untenstehenden Tabelle aufgelisteten Dörfer, bis dahin bildete es zusammen mit den Dörfern Boryschkiwzi, Mukscha Kytajhorodska und Oleniwka die gleichnamige Landratsgemeinde Slobidka-Kultschijewezka (Слобідсько-Кульчієвецька сільська рада/Slobidsko-Kultschijewezka silska rada) im Zentrum des Rajons Kamjanez-Podilskyj.
Am 12. Juni 2020 kamen noch die 9 Dörfer Furmaniwka, Kalynja, Kamjanka, Knjaschpil, Kultschijiwzi, Paniwzi, Subriwka, Surschynzi und Zybuliwka zum Gemeindegebiet.
Folgende Orte sind neben dem Hauptort Slobidka-Kultschijewezka Teil der Gemeinde:
| Name                     | Name                 | Name                                           |
| ukrainisch transkribiert | ukrainisch           | russisch                                       |
| ------------------------ | -------------------- | ---------------------------------------------- |
| Bahowyzja                | Баговиця             | Баговица (Bagowiza)                            |
| Boryschkiwzi             | Боришківці           | Борышковцы (Boryschkowzy)                      |
| Furmaniwka               | Фурманівка           | Фурмановка (Furmanowka)                        |
| Jaruha                   | Яруга                | Яруга (Jaruga)                                 |
| Kalynja                  | Калиня               | Калиня (Kalinja)                               |
| Kamjanka                 | Кам'янка             | Каменка (Kamenka)                              |
| Knjaschpil               | Княжпіль             | Княжполь (Knjaschpol)                          |
| Kultschijiwzi            | Кульчіївці           | Кульчиевцы (Kultschijewzy)                     |
| Mala Slobidka            | Мала Слобідка        | Малая Слободка (Malaja Slobodka)               |
| Mukscha Kytajhorodska    | Мукша Китайгородська | Мукша Китайгородская (Mukscha Kitaigorodskaja) |
| Oleniwka                 | Оленівка             | Оленевка (Olenewka)                            |
| Paniwzi                  | Панівці              | Пановцы (Panowzy)                              |
| Schutniwzi               | Шутнівці             | Шутновцы (Schutnowzy)                          |
| Stanislawiwka            | Станіславівка        | Станиславовка (Stanislawowka)                  |
| Subriwka                 | Зубрівка             | Зубровка (Subrowka)                            |
| Surschynzi               | Суржинці             | Суржинцы (Surchschinzy)                        |
| Tarassiwka               | Тарасівка            | Тарасовка (Tarassowka)                         |
| Ustja                    | Устя                 | Устья                                          |
| Welyka Slobidka          | Велика Слобідка      | Великая Слободка (Welikaja Slobodka)           |
| Wrubliwzi                | Врублівці            | Врублевцы (Wrublewzy)                          |
| Zwikliwzi Druhi          | Цвіклівці Другі      | Цвикловцы Вторые (Zwiklowzy Wtoryje)           |
| Zybuliwka                | Цибулівка            | Цибулевка (Zibulewka)                          |

## Söhne und Töchter der Ortschaft
- Mykola Fustow (Микола Григорович Фустов) Meister der Volkskunst, Mitglied der Nationalen Union der Künstler der Ukraine[6]